# Nesioneta ellipsoidalis
Nesioneta ellipsoidalis là một loài nhện trong họ Linyphiidae.
Loài này thuộc chi Nesioneta. Nesioneta ellipsoidalis được miêu tả năm 2006 bởi Tu & Li.